# Akrem Hamdi
Akrem Hamdi (Drancy, França, 1 de febrer de 1987), és un jugador de rugbi a XV que ocupa la posició de centre. El seu últim equip conegut és l'RCB Arcachon.

## Equips nacionals
- Internacional amb la selecció de França sub 18
- Internacional amb la selecció de França sub 19
- Internacional de rugbi a 7 la temporada 2005-2006. Participació en els tornejos de Dubai i George.